# 巴尔瓦诺
巴尔瓦诺（義大利語：Balvano），是意大利波坦察省的一个市镇。总面积41平方公里，人口1882人，人口密度45.9人/平方公里（2009年）。ISTAT代码为076008。